# Androsace halleri
Androsace halleri är en viveväxtart som beskrevs av Carl von Linné.
Androsace halleri ingår i släktet grusvivor och familjen viveväxter. Inga underarter finns listade i Catalogue of Life.